# Arne Häggqvist
Arne Häggqvist (Hagge, Norrbärke socken, 19 de junio de 1911-Estocolmo, 9 de abril de 1985) fue un escritor, traductor y profesor sueco.  
Häggqvist hizo sus primeros estudios en Västerås. Tras un viaje a Francia, estudió francés, lenguas nórdicas e historia de la literatura en la Universidad de Upsala. Se especializó estilística y terminó la carrera en 1939 con una tesina dirigida por Hjalmar Bergman. Trabajó como lektor en el Frans Schartaus gymnasium, un puesto que ocupó durante muchos años. 
En su momento, Häggqvist fue principalmente conocido como traductor e introductor en Suecia de autores como Prévert, Sartre, Salvador Dali, Michaux, Jiménez, Hemingway, Argehezi, Lorca, Colette o Hikmet. 
Arne Häggqvist publicó diversas obras relacionadas con la divulgación de la lengua española: Spanska översättsövningar med affärsbrev (1953), o Spanskt restaurantlexikon (1971)
Med moped mot Medelhavet - en sommareskapad (1961) es un librito sobre su estancia en España en 1957. Sus guías sobre Mallorca y Gran Canaria son posteriores: Mallorca ABC (1974), Gran Canaria (1975)  Publicó también libros de viajes por América Latina: I Guatemala och Venezuela (1967), Mexiko - överblick och restips (1968)
Su labor como hispanista es fundamental. Sus traducciones de la obra de Jiménez fueron de gran ayuda para que se le concediera el Premio Nobel de Literatura de 1956. En sus libros de ensayo [Obehagliga författare y Blandat sällskap] nos ha dejado retratos muy vivos de Cela, Genet, Picasso, Miró o Dali. Su libro Olé, olé: en liten bok om tjurfäktning (1966) se convirtió en la biblia de los aficionados a la tauromaquia en Sueca. Antes de morir publicó un libro de memorias, Nästan hela sanningen. 

## Traducciones del español
- Antonio Buero Vallejo: Brinnande mörker - drama i tre akter (195?)
- Du i mitt hjärta - spansk lyrisk (1955)
- Juan Ramón Jiménez: Silver och jag (1956)
- JR Jiménez: En nygift poets dagbok (1957)
- JR Jiménez: Samtal med Silver (1958)
- Kärlek, rosor, näktergalar - spanska folkdikter (1959)
- Salvador Dalí: Salvador Dalis hemliga liv 1-2 (1961-62)
- Soleares - Ensamhet. Spansk lyrik i tolkning av AH (1964)
- Pablo Picasso: Åtrån fångad i svansen (1966)
- Andalusisk kärlek - spanska coplas (i tolkning av AH) (1967)